# Reverse Hedge
Reverse Hedge ist eine Optionsstrategie, bei welcher man Wertpapiere und Optionen verbindet. Im Gegensatz zum Hedge, in welchem Vermögenswerte mit Hilfe von Optionen im Wert geschützt werden sollen, werden beim „reverse“ Hedge umgekehrt Vermögenswerte verkauft, der Betreiber des Hedgegeschäftes geht also gegenüber dem Basiswert (beispielsweise einer Aktie) short (Leerverkauf des Basiswertes), und gleichzeitig werden dazu entweder Kaufoptionen long (Erwerb einer Kaufoption) oder Verkaufsoptionen short (Veräußerung einer Verkaufsoption) eingesetzt.
Ein Hedge wird erreicht durch Optionen auf den Basiswert, sodass 
- entweder Verluste aus dem Basiswert durch einen Ausübungsgewinn bei den Optionen
- oder Ausübungsverluste bei den Optionen durch Gewinne beim Basiswert

ganz oder teilweise gedeckt werden, ohne die Risiken zu erhöhen. 
Ein x:y Reverse Hedge bedeutet x Aktien short und y Optionen (Kaufoptionen long oder Verkaufsoptionen short).

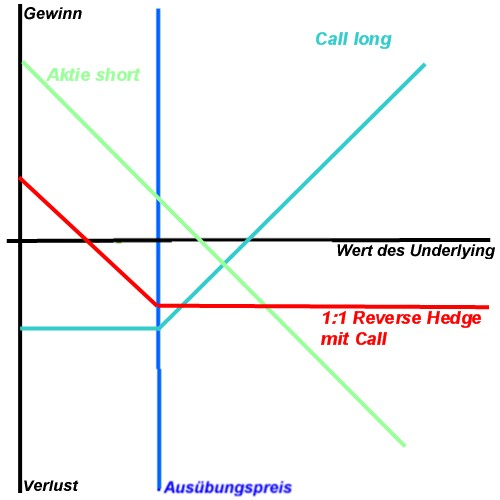
Auszahlungsdiagramm zu einem 1:1 Reverse Hedge mit einer Kaufoption
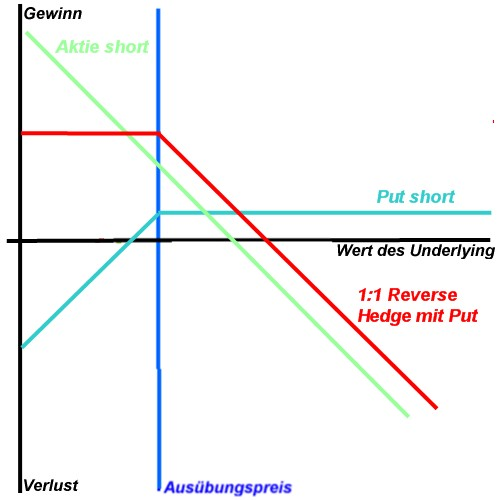
Auszahlungsdiagramm zu einem 1:1 Reverse Hedge mit einer Verkaufsoption
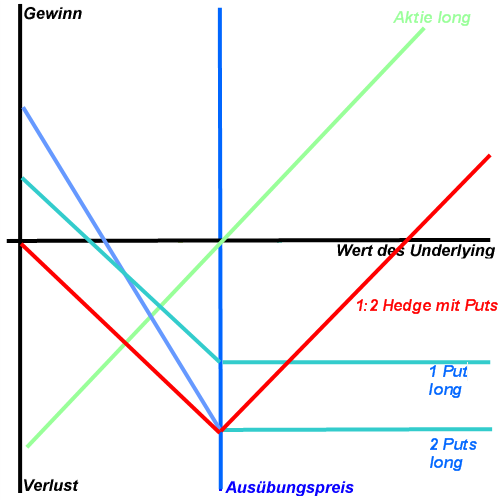
Auszahlungsdiagramm zu einem 1:2 Hedge mit zwei Verkaufsoptionen
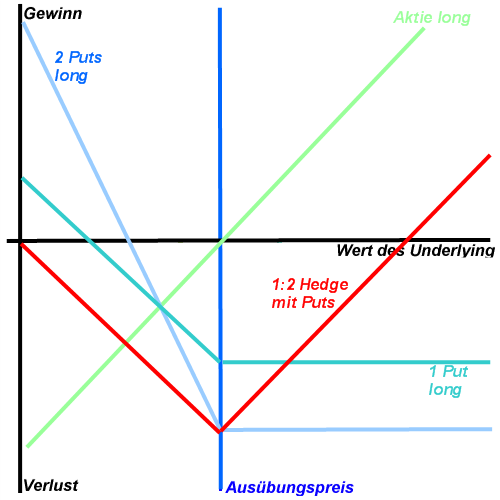
Auszahlungsdiagramm zu einem 1:2 Hedge mit zwei Kaufoptionen